# Esther Gitman
Esther Gitman (Sarajevo, 20. rujna 1939.), američka je povjesničarka židovskog podrijetla, stručnjakinja za holokaust na području Jugoslavije s težištem na NDH.

## Životopis
Esther Gitman rođena je u Sarajevu, koje je u tom trenutku bilo dio Nezavisne Države Hrvatske tijekom Drugoga svjetskog rata. Njezina je obitelj preživjela holokaust uz pomoć ljudi koji nisu bili židovskog podrijetla. Živjela je u SAD-u od 1972. godine gdje se njezina obitelj doselila nakon što je kratko živjela u Izraelu, odakle se preselila u Kanadu te konačno u SAD 1972. godine.
Diplomirala je povijest i sociologiju na Sveučilištu Carleton u Ottawi, u Kanadi i apsolvirala kazneno pravo na Sveučilištu Long Islanda. Doktorirala je na židovskoj povijesti na Newyorškom gradskom sveučilištu. 
Svoje istraživanje o hrvatsko-židovskoj povijesti započinje 1999. godine disertacijom pod nazivom Rescue of Jews in the Independent State of Croatia, 1941-1945. (Spašavanje židova u Nezavisnoj Državi Hrvatskoj, 1942. – 1945.). Godine 2002. prima Fulbrightovu stipendiju za putovanje u Hrvatsku kako bi nastavila sa znanstvenim radom. Godine 2008., doktorica Gitman sudjeluje na konferenciji o bl. Alojziju Stepincu poglavaru katoličke Crkve u Hrvata tijekom Drugoga svjetskog rata.
Doktorica Gitman je izradila bazu podataka o Židovima iz Sarajeva i Zagreba koji su preživjeli i otišli u Palestinu.
Godine 2011. objavljuje knjigu pod nazivom When Courage Prevailed: The Rescue and Survival of Jews in the Independent State of Croatia 1941-1945 iliti Kad hrabrost prevlada: spašavanje i preživljavanje Židova u Nezavisnoj Državi Hrvatskoj 1941. – 1945. s istoimenom temom te ulogom blaženog kardinala Alojzija Stepinca u svemu tome.

## Djela
- When Courage Prevailed: The Rescue and Survival of Jews in the Independent State of Croatia 1941-1945, Paragon House, St. Paul, Minn., 2011. (hrv. prijevod Kad hrabrost prevlada: spašavanje i preživljavanje Židova u Nezavisnoj Državi Hrvatskoj 1941. – 1945., Kršćanska sadašnjost, Zagreb, 2012., 2. izd. 2019.)
- Alojzije Stepinac: Pillar of Human Rights, Kršćanska sadašnjost d.o.o. - Hrvatsko katoličko sveučilište, Zagreb, 2019.

## Nagrade i odličja
- 2015.: Medalja za širenje istine o blaženom Alojziju Stepincu, dodijelio ju u ime nadbiskupa Josipa Bozanića pomoćni biskup Ivan Šaško.[8]
- 2017.: Nagrada Friends of Croatia koju dodjeljuje "Mreža hrvatskih žena", zbog zauzimanja za širenje istinite priče o radu blaženog Alojzija Stepinca i njegovoj pomoći Židovima tijekom Drugoga svjetskog rata.[9]
- 2019.: predsjednica Republike Hrvatske Kolinda Grabar-Kitarović odlikovala ju je Redom kneza Branimira s ogrlicom, "za osobite zasluge stečene istraživanjem, dokumentiranjem i promicanjem istine o hrvatskoj povijesti 20. stoljeća te produbljivanju razumijevanja između hrvatskog i židovskog naroda".[10]
- 2019.:  Dodijeljen joj je počasni doktorat Sveučilišta u Splitu zbog iznimnih zasluga u znanstvenom proučavanju hrvatske povijesti te za promicanje istine o ulozi bl. kardinala Alojzija Stepinca u spašavanju Židova i pripadnika drugih naroda, što je uzdigla na svjetsku razinu. Prijedlog za dodjelu podnijeli su Katolički bogoslovni fakultet u Splitu kao nositelj zahtjeva te Filozofski fakultet i Sveučilišni odjel zdravstvenih studija Sveučilišta u Splitu.[11]

## Vanjske poveznice
- Esther Gitman, A Question of Judgement: Dr. Alojzije Stepinac and the Jews // Review of Croatian history, sv. 2, br. 1, str. 47. – 72. (2006.) (Hrčak) (engl.)
- Esther Gitman, The rescue of Jewish physicians in the Independent State of Croatia (NDH), 1941–1945  Arhivirana inačica izvorne stranice od 17. veljače 2021. (Wayback Machine) // Holocaust and Genocide Studies, sv. 23, br. 1, 76. – 91. (2009.) (engl.)
- Esther Gitman, Archbishop Alojzije Stepinac of Zagreb and the rescue of Jews, 1941-45  Arhivirana inačica izvorne stranice od 17. veljače 2021. (Wayback Machine) // Catholic Historical Review, sv. 101, br. 3, 488. – 529. (2015.) (engl.)